# MTV Mad
MTV Mad - Chi è Gip? è stato un programma televisivo di MTV Italia, andato in onda per tre stagioni (2000-2001-2002).
Il programma seguiva le bizzarre avventure del conduttore Giampietro Cutrino, in arte Gip, che proponeva sketch comici o trash — come mangiare vermi vivi o far passare un preservativo dalla bocca al naso — e sfide curiose ("contest"), sia in studio che per strada. Contemporaneamente, il Nongio (Francesco Mandelli) e Biggio (Fabrizio Biggio) recitavano uno show parallelo fingendo di essere dei semplici spettatori del programma. Facevano parte del cast anche "il Cugino", personaggio che veniva utilizzato per i "contest" in studio ai quali prendevano parte i concorrenti (che venivano selezionati dal pubblico), e "la Nonna", la quale veniva coinvolta in surreali situazioni da Gip.
Nonostante l'originalità delle situazioni comiche proposte e il buon successo di pubblico, il programma è stato cancellato a partire dalla MTV Regeneration del 2001, ma sono state mandate alcune delle più belle puntate sul canale satellitare Paramount Comedy. 